# Costantino Paleocappa
Costantino Paleocappa (in greco Κωνσταντίνος Παλαιόκαπας?; La Canea, ... – ...; fl. XVI secolo) è stato uno scrittore francese, copista "greco" e incidentalmente falsario nella Francia del XVI secolo.

## Biografia
Nato a La Canea, sull'isola di Creta, Costantino Palaeocappa si trasferì in Francia a metà del XVI secolo, anche se le circostanze del suo esilio non sono note.
In precedenza, negli anni 1539-1542, soggiornò alla Grande Lavra del Monte Athos con il nome monastico "Pacomio" (Παχώμιος), e nel 1542 copiò almeno un manoscritto nel monastero di Koutloumousiou. Da lì andò dapprima in Italia e poi in Francia in data incerta.
Senza dubbio, come accadde spesso durante il Rinascimento, era uno di quei miserabili greci, cacciati dalle terre devastate dai turchi o semplicemente attratti dal desiderio di cercare fortuna, che portavano con sé, come unico bagaglio, alcuni di quei manoscritti antichi tanto desiderati in Occidente e nei quali si sperava di portare alla luce qualche prezioso reperto. In ogni caso, questi emigranti contavano sulla sete di scienza dei loro ospiti per ottenere accoglienza e protezione, a beneficio degli illustri autori di cui pretendevano di riportare le opere. Molti trovarono, infatti, nelle case di principi letterati o di personaggi importanti appassionati di antichità, vitto e alloggio, che le loro lezioni e i loro manoscritti sembravano pagare con una magnificenza regale.

### Copista
Dopo essere stato forse protetto da Giovanni di Thier, entrò nella casa del cardinale Carlo di Lorena, arcivescovo di Reims, per il quale copiò diversi manoscritti a partire dal 1552.
Più tardi, lavorò nella biblioteca di Fontainebleau, sotto la direzione di Ange Vergèce, scrisse le note che si possono vedere a capo di un certo numero di manoscritti greci e trascrisse diverse copie del catalogo della biblioteca. Ha anche copiato molti manoscritti greci in una scrittura ordinata ed elegante.
Si sa anche che suo fratello Giorgio Palaeocappa gli portò dei manoscritti dalla loro isola madre.
L'ultimo manoscritto conosciuto di Palaeocappa è datato 1561, ma la sua attività potrebbe essere continuata oltre questa data.

### Falsario
Già nel 1892, il bizantinista Arthur Ludwich scrisse un severo avvertimento di "guardarsi da qualsiasi manoscritto dalla penna di Palaeocappa ". Infatti, questo abile copista era anche un grande falsario.  Paleocappa è ritenuto il vero autore dell'opera nota come la Raccolta o Letto di viole (Ἰωνιά), che storicamente fu attribuita all'imperatrice bizantina del XI secolo Eudocia Macrembolitissa. Si ritiene che Paleocappa abbia creato questo testo utilizzando materiale estratto dalla Suda, dalle Vite e dottrine dei filosofi illustri di Diogene Laerzio, dagli scritti di Varino Favorino, di Lucio Anneo Cornuto, e di Palefato.
Paleocappa ha anche prodotto un falso di alcuni testi liturgici attribuiti a Proclo di Costantinopoli, così come una polemica del XIII secolo contro gli ebrei attribuita a Thaddaios Pelusiotes patriarca di Gerusalemme, che era basata su una vera polemica del XIV secolo di Matteo Blastares.